# Lo Zingarelli
Lo Zingarelli (deutsch Der Zingarelli) ist ein klassisches  einsprachiges Wörterbuch der italienischen Sprache in einem Band.
Die erste Ausgabe erschien 1917. Das Wörterbuch wird jährlich vom Verlagshaus Zanichelli als Vocabolario della Lingua Italiana di Nicola Zingarelli veröffentlicht. Die Ausgabe von 2017 verfügte über mehr als 145.000 Stichwörter, 380.000 Bedeutungsangaben, 45.000 Wendungen, 9.000 Synonyme, 2.000 Antonyme, 11.900 literarische Zitate von 123 Autoren sowie Übersichtstabellen mit Abkürzungen, Symbolen, Personennamen, Ortsnamen und lateinischen Zitaten.